# Jacques Rabemananjara
Pour les articles homonymes, voir Rabemananjara.
Jacques Bemananjara dit Rabemananjara est un intellectuel, poète et homme politique malgache, né le 23 juin 1913 à Maroantsetra et mort le 2 avril 2005 à Paris 15e.

## Biographie
Né en 1913 à Maroantsetra, sur la côte est de Madagascar, il fréquente un moment le petit séminaire de l'île Sainte-Marie, avant de rejoindre le grand séminiaire d'Antananarivo. Venu effectuer un stage au ministère des colonies en 1939, à 26 ans, Jacques Rabemananjara reste à Paris durant toute la Seconde Guerre mondiale. Il étudie à la Sorbonne et à la faculté de droit.
Écrivain de langue française, auteur notamment de Sur les marches du soir, il est l'une des grandes figures du monde politique et littéraire de Madagascar, et un héros de l'indépendance malgache. Cofondateur du MDRM (Mouvement démocratique de la rénovation malgache), élu député de Madagascar en 1946, Jacques Rabemananjara est condamné aux travaux forcés, pour l'insurrection de 1947 dirigée par le MDRM. Puis il est amnistié en 1956. Il ne regagne son île qu'en 1960, après l'indépendance. Il y devient alors député, ministre et vice-président sous le régime de Philibert Tsiranana, avant de s'exiler à nouveau en France après la révolution de 1972.
Il poursuit, parallèlement à cette activité politique, une carrière de poète, de dramaturge et d'essayiste.
L’Académie française lui décerne en 1988 son Grand prix de la francophonie pour l’ensemble de son œuvre. 
Il meurt en avril 2005 à Paris 15e,.

## Œuvres

### Poésie
- Sur les marches du soir, 1942
- Antsa, 1947
- Lamba, 1956
- Antidote, 1961
- Les ordalies, 1972
- Rien qu'encens et filigrane, 1987

### Théâtre
- Les dieux malgaches, 1947
- Les boutriers de l'aurore, 1957
- Les agapes des dieux, 1962

### Essai
- Nationalisme et problème malgache, 1958

## Editions
- Jacques Rabemananjara, Œuvres complètes, Présence Africaine Editions, 2000,  (ISBN 2708703609)

## Émissions
- « Notre but était de secouer la conscience collective » : entretien de Jacques Rabemananjara en 1978 sur France Culture
- « Hommage à Jacques Rabemananjara » sur France Culture en 2015